# Digimortal
Digimortal е посткиберпънк манга и one-shot в две части, написан и илюстрован от Цутому Нихей. Заглавието е издадено в списанието Ултра Джъмп, като бонус към мангата Abara.

## Персонажи
- Наемния убиец (Digimortal) – млад мъж с черна коса и вероятно притежаващ свръхестествени способности, такива като сила и скорост. Носи черна броня, покриваща цялото му тяло, и е въоръжен с алебарда. На външен вид прилича на черната гауна Кудоу Денджи от мангата Abara.
- Халоген Юблер – Рядко виждан антагонист от историята. Никога не е показвал лицето си след като става инквизитор. Изминали са 50 години, откакто съществува последната снимка на лицето му.
- Толарис и Латарис – Сестри-близначки, които са заклеймени като аномалии и са вкарани в затвора. Юблер ги освобождава и взима на служба при себе си, поставяйки ги на второ място в командването на организацията си. Имат броня, която много прилича на тази на Мусуби от NOiSE.